# Chocolatier (jogo eletrônico)
Chocolatier é um jogo eletrônico casual de estratégia com elementos de ação desenvolvido pela Big Splash Games e publicado pela PlayFirst. O jogo foi lançado para Windows em 2007, para celulares em 2009 e para Nintendo DS em 2010. O jogador assume o papel de um jovem chocolatier, que deve percorrer 14 cidades ao redor do mundo, comprar ingredientes, fabricar confeitos de chocolate e vendê-los. Há dois modos de jogo disponíveis: no modo história, o jogador deve administrar as fábricas da quase falida empresa da família Baumeister e adquirir 64 receitas de chocolate de todo o mundo; no modo livre, o jogador começa com poucos recursos e deve se tornar um chocolatier de sucesso.
Chocolatier foi o primeiro jogo desenvolvido pela Big Splash Games, fundada por um trio de designers de jogos eletrônicos que desenvolveram um protótipo de jogo em seu tempo livre enquanto ainda trabalhavam para uma publicadora desconhecida. Esse protótipo foi rejeitado por publicadores, mas, depois de criar a base de Chocolatier, a equipe foi contratada pela PlayFirst e finalizou o jogo. O jogo teve uma recepção em grande parte positiva; críticos gostaram do minijogo de ação que é jogado quando os chocolates são fabricados, bem como dos gráficos, do som e da apresentação do jogo na era vitoriana.
Chocolatier recebeu duas sequências diretas: Chocolatier 2: Secret Ingredients (2007) e Chocolatier: Decadence by Design (2009); bem como dois jogos derivados da franquia: The Great Chocolate Chase: A Chocolatier Twist (2008) e Chocolatier: Sweet Society (2010).

## Jogabilidade
O jogador assume o papel de um jovem chocolatier em 1880, durante a era vitoriana. O jogo tem dois modos de jogo: história e jogo livre. O modo história envolve várias missões, incluindo a entrega de chocolates específicos e a restauração do fictício império de chocolate Baumeister à sua antiga glória. O jogador é recrutado por Evangeline Baumeister para ajudar a recuperar o sucesso dos Confeiros Baumeister que havia sido destruído pela sua irmã mais nova, Rowena Baumeister, anos atrás. O jogador deve localizar as 64 receitas perdidas, visitar cidades diferentes ao redor do mundo, comprar seis fábricas Baumeister fechadas, estabelecer relações comerciais com pontos de venda e fornecedores e fabricar chocolates para se manter no negócio. No modo história, o jogador começa com uma única fábrica e uma receita de barras de chocolate simples. O jogador deve visitar o mercado para comprar ingredientes e iniciar o processo de fabricação. O modo de jogo livre permite que o jogador viaje, fabrique e negocie sem realizar missões. Esse modo inicia o jogador com uma pequena quantia de dinheiro e todas as receitas de chocolate desbloqueadas para fabricação.

O jogador pode visitar 14 portos distintos que incluem personagens e ingredientes únicos, baseados em cidades ou regiões de cada um dos cinco continentes.

Catorze portos podem ser visitados no jogo: Acra, Celebes, Colombo, Hong Kong, Istambul, Londres, Mahajanga, Mérida, Nova Iorque, Quito, Rio de Janeiro, São Francisco, Sydney e Trindade. Cada cidade tem uma loja onde o jogador pode vender chocolates e um mercado onde os ingredientes podem ser comprados. As fábricas que fabricam chocolates produzem uma quantidade definida de produto a cada turno, desde que os ingredientes necessários estejam em estoque. Durante o modo de história, as missões são dadas por personagens não jogáveis; elas normalmente envolvem a produção de um determinado volume e tipo de chocolate e sua entrega a outro personagem não jogável, que está viajando ou pode ser encontrado em um local definido. As recompensas das missões assumem a forma de um preço alto pelos chocolates ou uma nova receita. Alguns encontros com personagens dão ao jogador a oportunidade de apostar uma grande quantia de dinheiro em um lançamento de dados. É possível negociar com os proprietários do mercado, embora isso acarrete o risco de eles ficarem irritados e aumentarem os preços em vez de baixá-los.
Ao produzir um determinado chocolate pela primeira vez, é jogado um minijogo em que os ingredientes são disparados de um canhão para encher bandejas circulares que giram em torno do canhão. Os ingredientes e as quantidades necessárias variam, dependendo da receita. Cada vez que um círculo é preenchido com os ingredientes corretos, ele é removido e um círculo vazio é colocado em seu lugar. As bandejas giram mais rápido à medida que mais círculos são preenchidos. Se muitos ingredientes forem desperdiçados pelo disparo incorreto do canhão, a produção é interrompida e o minijogo deve ser tentado novamente. O minijogo termina quando o cronômetro se esgota; o número de círculos preenchidos é igual ao número de chocolates produzidos por essa fábrica a cada semana. O minijogo não pode ser jogado a menos que o jogador possua os ingredientes corretos. Ele pode ser jogado novamente se o jogador quiser tentar melhorar a eficiência da fábrica.

## Desenvolvimento
A Big Splash Games, sediada em Tucson, Arizona, foi formada no final de 2005 por três pessoas: Jon Blossom, Stephen Lewis e Michael Wyman. Eles se uniram para produzir um protótipo de um jogo eletrônico casual sobre hamsters. Eles o desenvolveram durante alguns meses, enquanto estavam de férias. O protótipo foi apresentado a algumas editoras para obter opiniões. A PlayFirst, embora não estivesse interessada no protótipo, enviou à equipe uma solicitação de proposta para um jogo de simulação econômica, esperando que a Big Splash pudesse apresentar outra proposta. Na manhã seguinte, o cofundador da Big Splash, Stephen Lewis, lembrou-se de que haviam lhe dito que algumas pessoas, especialmente mulheres, “têm uma conexão quase religiosa com o chocolate”. Aproveitando essa ideia, ele rapidamente escreveu uma proposta e a encaminhou para seus dois sócios. Depois de fazer um brainstorming sobre a ideia, a equipe decidiu que ela atendia à solicitação de proposta da PlayFirst, encaminhou uma cópia da ideia e recebeu a notícia da editora de que eles “tinham acertado em cheio”. O jogo já tinha o título Chocolatier desde o início de seu desenvolvimento.

O processo de fabricação do chocolate é um minijogo de ação que foge da jogabilidade de simulação econômica do jogo principal. Seu desenvolvimento foi tão extenso quanto o de todo o resto do jogo combinado.

Para aprender sobre o assunto durante o desenvolvimento de Chocolatier, a equipe da Big Splash provou o máximo de variedades de chocolates que conseguiu encontrar e fez um tour pela fábrica da Scharffen Berger Chocolate Maker, onde testemunharam todo o processo "do grão à barra". O minijogo da fábrica foi desenvolvido para dar aos jogadores uma pausa no lado econômico do jogo, que envolve comprar a preços baixos e vender a preços altos. Foi necessário aproximadamente o mesmo tempo para produzir o minijogo e para criar o restante do jogo, o que esgotou os recursos da desenvolvedora, embora Stephen Lewis acreditasse que essa tenha sido “a decisão certa”. Jornalistas receberam barras de chocolate com a marca Chocolatier e “bilhetes dourados” que lhes permitiam baixar o jogo gratuitamente para promover o lançamento do jogo.
Chocolatier recebeu duas sequências diretas: Chocolatier 2: Secret Ingredients, lançado em 27 de novembro de 2007, e Chocolatier: Decadence by Design, lançado em 22 de janeiro de 2009. Dois jogos derivados da franquia foram lançados: The Great Chocolate Chase: A Chocolatier Twist, em 2008, e Chocolatier: Sweet Society, um jogo de rede social, em 2010.

## Recepção
Chocolatier recebeu o prêmio Zeeby da Gamezebo de melhor jogo de estratégia de 2007. Anise Hollingshead, da GameZone, considerou o jogo fácil demais, observando que "não há muito raciocínio envolvido". Franklin Pride, da Inside Mac Games, também afirmou que o jogador "geralmente não tem muita dificuldade em fazer quantidades ridículas de dinheiro", mas deu ao jogo uma nota positiva. Outros críticos o consideraram “um jogo de magnata dos negócios deliciosamente desafiador”, e “desafiador”, mas não muito “frustrante”. Os gráficos e o som do jogo receberam elogios. Marc Saltzman observou "o maravilhoso estilo de arte do jogo e a música agradável".
Críticos elogiaram a liberdade dada aos jogadores. Didi Cardoso, do site Grrl Gamer, gostou da flexibilidade, mas observou que às vezes se sentia perdida e não sabia como encontrar o local da próxima receita. O minijogo de fabricação de chocolate também foi elogiado como “divertido”. Peter Cohen, da Macworld, observou que alguns fãs de simuladores de negócios poderiam achar o minijogo “desanimador”, mas também sugeriu que ele ajudava a equilibrar a jogabilidade. Winda Benedeti, da Seattle Post-Intelligencer, também elogiou a variedade que o minijogo adicionava a Chocolatier, e Marc Saltzman expressou a mesma opinião. Por outro lado, Anise Hollingshead achou o minijogo fácil demais de jogar. A Tea Leaves comparou as mecânicas de compra e venda de Chocolatier ao jogo Taipan! (1979). Em uma análise do jogo para iOS, Tracy Yonemoto, da App Safari, afirmou estar "impressionada pela profundidade e polimento geral do jogo", e que ele é "definitivamente o tipo de experiência que você pode saborear por horas a fio."
Segundo a PlayFirst, Chocolatier foi um "sucesso comercial".